# Milan Đuričić (1961)
Milan Đuričić (Nova Pazova, 31 ottobre 1961 – Nova Pazova, 1º agosto 2022) è stato un allenatore di calcio serbo.